# Seznam poljskih astronavtov
Seznam poljskih astronavtov.

## H
- Mirosław Hermaszewski

## J
- Zenon Jankowski

## U
- Sławosz Uznański-Wiśniewski